# 布鲁斯·斯彭斯

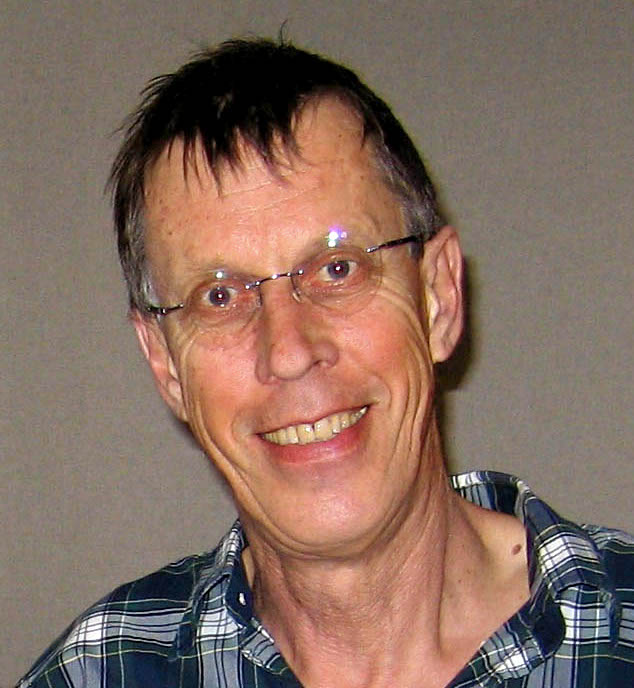

布鲁斯·斯彭斯（Bruce Spence，1945年9月17日—），新西兰演员。生于奥克兰，其职业生涯是在澳大利亚展开。身高2米，与詹姆斯·阿尼斯一起被选为吉尼斯世界纪录录为饰演过主角的最高的男演员。1971年因在《Stork》中的演出获澳洲影视艺术学院最佳男演员奖。1972年在《疯狂的麦克斯2》中饰演了杰罗队长一角。还曾为《海底总动员》中的Chum，《指环王：王者归来》中的索倫之口做配音演员。